# José Rubén Uñac
José Rubén Uñac (Pocito, 19 de marzo de 1964) es un Abogado y político y argentino del Partido Justicialista. Se desempeñó como diputado nacional por la provincia de San Juan (2005-2007 y 2011-2015), vicegobernador de San Juan (2007-2011) y senador nacional por la misma provincia desde 2017 hasta 2023.

## Biografía
Nació en el departamento Pocito (San Juan) en 1964, hijo de la maestra Dora Ene San Martín y Joaquín Uñac, exintendente de Pocito (1938-2003). Es hermano mayor del gobernador Sergio Uñac.
Se recibió de abogado en la Facultad de Derecho de la Universidad Nacional de Córdoba en 1991.
Comenzó su militancia en el peronismo en los años 1990. Ha sido consejero titular del Partido Justicialista en la provincia de San Juan. Entre 2003 y 2005 fue secretario administrativo de la Cámara de Diputados de la Provincia de San Juan.
En las elecciones legislativas de 2005 fue candidato a diputado nacional por San Juan, asumiendo en mayo de 2006, en reemplazo de Dante Elizondo. Su mandato se extendía hasta 2009, pero renunció a la banca en 2007 al ser elegido trigésimo séptimo vicegobernador de la provincia de San Juan, acompañando en la fórmula al gobernador José Luis Gioja. Con Gioja había trabajado como colaborador en el Congreso de la Nación desde el año 2000.
Tras cumplir su mandato en 2011, regresó a la Cámara de Diputados de la Nación hasta 2015, integrando el bloque del Frente para la Victoria. Fue secretario de la comisión de Mercosur y de Presupuesto y Hacienda. Fue también vocal en las comisiones de Agricultura y Ganadería; Análisis y seguimiento de normas tributarias y previsionales; de Comercio; y de Turismo. Entre 2013 y 2015 integró el Parlamento del Mercosur por Argentina.
En las elecciones legislativas de 2017, fue elegido senador nacional por San Juan, con mandato hasta 2023, encabezando la lista del Frente Todos. Desde 2019 integra el bloque del Frente de Todos.
Ha sido vicepresidente de la comisión de Minería, Energía y Combustibles, y de Asuntos Administrativos y Municipales; y vocal en las comisiones de Deportes, de Asuntos Constitucionales, de Coparticipación Federal de Impuestos, de Agricultura, Ganadería y Pesca, de Defensa Nacional, de Economía Nacional de Inversión, y de Presupuesto y Hacienda. Desde 2020 preside la comisión de Minería, Energía y Combustibles.
En 2018 votó en contra del proyecto de Ley de Interrupción Voluntaria del Embarazo.